# 更慶寺
更慶寺又译贡钦寺（Goinqên goinba），位於四川省甘孜藏族自治州德格縣，文物遺址年代判定為明代。2007年6月1日公佈為四川省第七批文物保護單位。